# Paloma blanca (canción de La Oreja de Van Gogh)
«Paloma blanca» es la tercera canción del álbum Cometas por el cielo. Fue la cuarta en ser emitida después del sencillo de «La niña que llora en tus fiestas» a través del programa de radio Del 40 al 1 de Los 40 Principales siendo posterior a «Día cero», «Las noches que no mueren» y «Mi calle es Nueva York».

## Acerca de la canción
La canción relata la historia acerca de un recién nacido que a las pocas horas de nacer, muere. 

- Espérame mi amor, que apenas te iluminas, y ya dices adiós [...] Paloma blanca, pasaste tan cerca de mi ventana, que revolviste todo con tus alas, me despeinaste entera todo el alma, nunca te olvidaré [...] Cuando vuelva febrero y se haya puesto el sol, te buscaré en la noche, estrella de mi amor, soplaré contigo tu primera vela y cruzarás el manto celestial [...]

Uno de los detalles más interesantes de la canción es que es tocada con un ukelele, un instrumento inédito en La Oreja de Van Gogh.
De palabras del grupo: "Hay historias que nos las podemos imaginar, podemos intentar acercarnos al sentimiento vivido o hacer un gran ejercicio de empatía. Pero hay otras historias que nunca llegaremos a comprender profundamente si no es viviéndolas en primera persona. El dolor de una madre embarazada que pierde su bebé es único e intransferible. No se cura ni se olvida, se aprende a vivir con él. 
Hemos querido acercarnos a ese sentimiento de la manera más delicada posible. Por eso nos gustaba cómo sonaba el ukelele para acompañar esta historia, para acercar a la gente las sensaciones y emociones que hemos intentado recrear. Si os emocionáis escuchándola, nos emocionáis a nosotros".
- Datos: Q6059180